# Гаранькин, Юрий Дмитриевич
Гаранькин Юрий Дмитриевич (25 февраля 1932 — 25 августа 2009) — председатель исполкома Оренбургского городского Совета в 1977—1985 гг., почётный гражданин города Оренбурга.

## Биография
Родился в городе Уральске Западно-Казахстанской области, в ближайшем роддоме от села Теплое, Первомайского района, Оренбургской области, где проживали родители по фамилии Геранькины. При выдаче паспорта была допущена ошибка, таким образом новорожденный Юрий стал Гаранькиным. С 1946 года проживал в Оренбурге. После школы собирался поступить в Саратовское художественное училище и стать художником, но впоследствии принял решение получить специальное техническое образование и сдал документы в Оренбургский железнодорожный техникум. С 1956 по 1962 год работал слесарем железнодорожного депо, мастером производственного обучения, преподавателем, директором технического училища № 3 г. Оренбурга. С 1956 года являлся членом КПСС. В 1962 году окончил Куйбышевский индустриальный институт.
С 1962 года работал заместителем, а позднее начальником Оренбургского областного управления профтехобразования. С 1966 по 1976 год был заместителем председателя исполкома Оренбургского городского Совета депутатов трудящихся. В 1976 году был избран председателем исполкома городского Совета депутатов трудящихся (с 1977 г. — народных депутатов). С 1985 по 1991 год являлся первым секретарем Оренбургского горкома КПСС. С 1992 по 1993 год работал исполнительным директором совместного предприятия «Озон». С 1993 года и до последних дней жизни - референт главы города Оренбурга.
Работая председателем исполкома городского Совета народных депутатов, Юрий Дмитриевич наиболее полно проявил свои организаторские способности, деловитость и настойчивость в решении задач, поставленных перед местными Советами.

## Деятельность
Имя Гаранькина прочно связано с историей города Оренбурга, со вторым рождением и развитием города в годы освоения Оренбургского газоконденсатного месторождения. В этот период город приобрел современный облик во многом благодаря его принципиальной позиции  при разработке и утверждении генерального плана застройки города. В итоге были построены новые микрорайоны с улучшенной серией многоэтажных домов: "Степной поселок", "23-й микрорайон", проспект Юрия Гагарина, улица Валерия Чкалова, улица космонавта Валентины Терешковой, улица Туркестанская. Также были проложены новые водоводы, теплотрассы и канализационные сооружения, десятилетия спустя позволившие продолжить строительство "Молодого Оренбурга".
Визитной карточкой города стал пешеходный мост через реку Урал, который был сооружен по инициативе Юрия Дмитриевича Гаранькина, при поддержке и по проекту руководителя «Оренбургнефтегазстроя» В.В. Шаталова (1982 г.), при участии Ю.Н. Мещярикова, В.П. Пикалова, Н.П. Кутыгина и др.  О необходимости строительства капитального моста, вместо деревянного разборного моста, ведущего в Зауральную рощу, упоминал Владимир Даль в докладной губернатору В.А. Перовскому.
Во многом благодаря Юрию Дмитриевичу Гаранькину была сформирована культурная и социальная среда города, основаны Музей истории Оренбурга, Музей-гауптвахта Тараса Шевченко, построен "Дом памяти", а также восстановлены Елизаветинские ворота (2008 г.) и ротонда в Ленинском саду (1984 г.). Музей изобразительных искусств был перемещен в здание XIX-го века по адресу: улица Каширина, 29 (1986 г.). В строящемся многоэтажном доме по адресу: улица Выставочная, 13, был спроектирован областной выставочный зал Оренбургского союза художников. Были установлены скульптурные композиции и памятники Юрию Гагарину, Пушкину и Далю, Льву Толстому, Александру Пушкину (1978 г.), Мусе Джалилю, Феликсу Дзержинскому, Григорию Орджоникидзе, Василию Перовскому, Ваану Терьяну, а также стела "Европа-Азия".
При непосредственном участии Юрия Дмитриевича Гаранькина удалось построить объездную кольцевую дорогу вокруг Оренбурга, 8 путепроводов и мостов, позволивших убрать из центра города большегрузный транспорт; а также осуществить газификацию: первые восемь угольных котельных были переведены на природный газ до окончания строительства городской ТЭЦ. Особенное внимание было уделено благоустройству города, строительству детских садов, школ, больниц, торговых площадей, а также озеленению, высадке цветов, сиреней и деревьев. Был основан "Зеленстрой", в службу был введен городской аварийный телефон 005. В это же время была заново построена областная больница, открыт городской противотуберкулёзный диспансер.
Во многом благодаря стараниям Юрия Дмитриевича Гаранькина был основан парк "Салют - Победа" с образцами военной техники, установлен монумент с вечным огнем "За Советскую Родину" (скульптор Ю.Л. Чернов), возведена стела и обустроен мрамором мемориальный комплекс "Вечный огонь" (архитектор А.И. Агафонов). Благодаря работе авторского коллектива был подготовлен к выпуску исторический экскурс и книга "Оренбург - всем азиатским странам и землям... ключ и врата".
Награждён: тремя орденами Трудового Красного Знамени, Почетной грамотой Президиума Верховного Совета РСФСР, медалями «За доблестный труд», в ознаменование 100-летия со дня рождения В. И. Ленина, «За вклад в наследие народов России» и др.

## Память

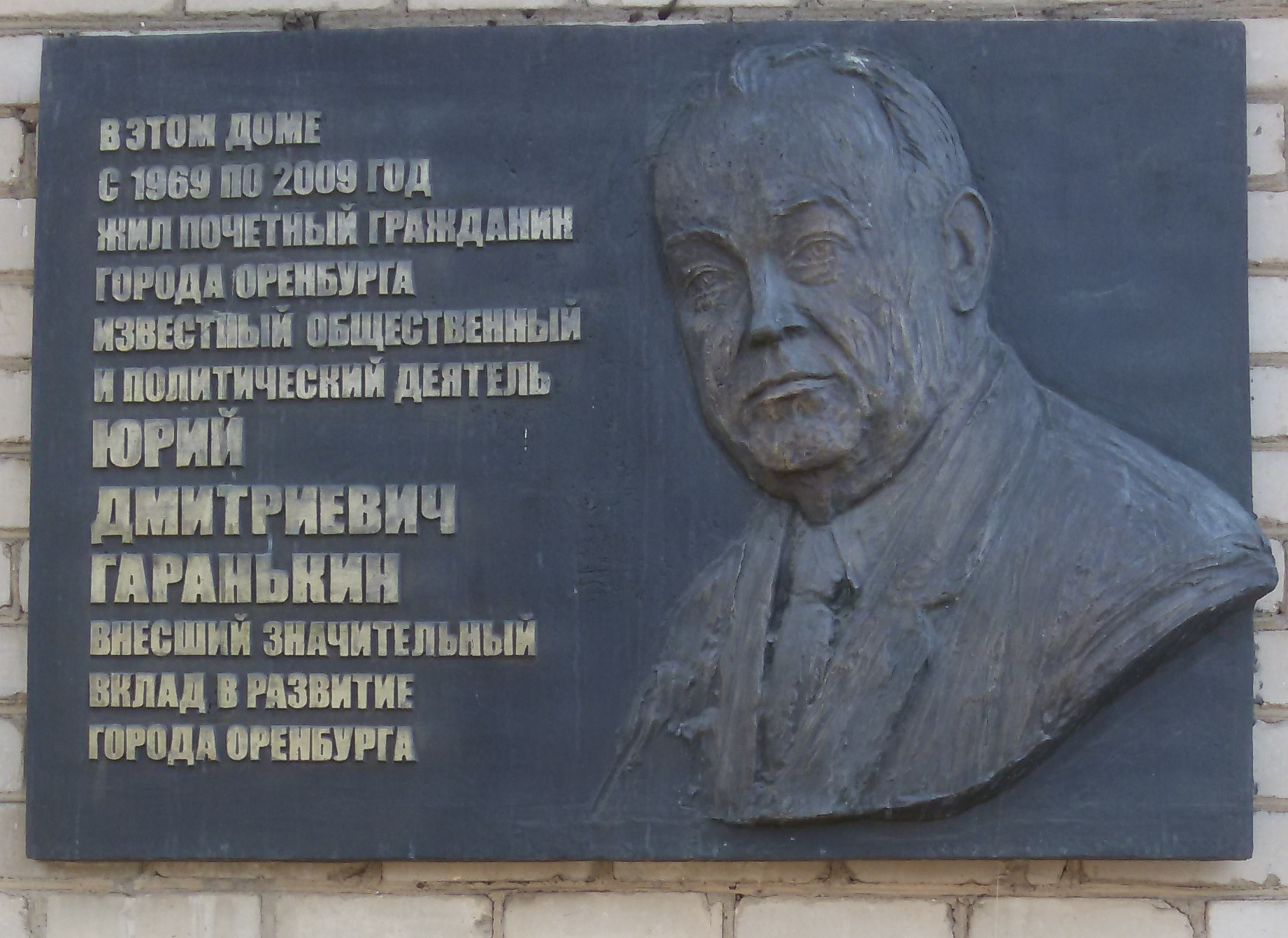
Памятная доска на доме по адресу: улица Краснознаменная, 45, где жил Ю.Д. Гаранькин

В 2012 году в Оренбурге именем Юрия Дмитриевича Гаранькина назван проспект в новом микрорайоне. В 2014 году в сквере перед домом Памяти на проспекте Победы установлен бюст Ю. Д. Гаранькина. На доме по адресу: улица Краснознаменная, 45, где в малогабаритной трехкомнатной квартире жила семья Юрия Дмитриевича с тремя детьми, была установлена мемориальная доска.
После ухода из жизни Юрия Дмитриевича Гаранькина его бывшими сотрудниками, соратниками и друзьями был создан общественный фонд его памяти. Дважды в год 25 февраля (в день рождения) и 25 августа (в день ухода из жизни) возлагаются цвету к бюсту у дома Памяти на проспекте Победы и к памятной доске на доме по адресу: улица Кразнознаменная, 45.